# The Shadow of Your Smile – Amerykańskie piosenki cz. 2
The Shadow of Your Smile – Amerykańskie piosenki cz. 2 – album polskiego piosenkarza Krzysztofa Krawczyka. Wydawnictwo ukazało się 21 marca 2005 roku nakładem wytwórni muzycznej ITI.
Wyróżnione złotą płytą nagrania dotarły do 13. miejsca zestawienia OLiS.

## Lista utworów
Opracowano na podstawie materiału źródłowego.
1. "Unforgettable" (Irving Gordon)
2. "Steppin Out With My Baby" (Irving Berlin)
3. "Blue Moon" (Richard Rodgers, Lorenz Hart)
4. "Singin' In The Rain" (Arthur Freed, Nacio Herb Brown)
5. "The Shadow Of Your Smile" (Johnny Mandel, P.F.Webster)
6. "Night And Day" (Cole Porter)
7. "When I Fall In Love" (Victor Young, Edward Heyman)
8. "When You're Smiling" (Shay, Fisher, Goodwin)
9. "Sentimental Journey" (Les Brown, Bud Green, Benjamin Homer)
10. "Kiss" (Newman, Gillespie)
11. "For Sentimental Reasons" (William Best, Deek Watson)
12. "Moon River" (Henry Mancini, Johnny Marcer)